# سیلویو پاگانو
سیلویو پاگانو (انگلیسی: Silvio Pagano؛ زادهٔ ۱۲ سپتامبر ۱۹۸۵) بازیکن فوتبال اهل ایتالیا است.
از باشگاه‌هایی که در آن بازی کرده‌است می‌توان به باشگاه فوتبال اوردینگن ۰۵، باشگاه فوتبال کارل زایس ینا، باشگاه فوتبال اس‌سی فورتونا کلن، و باشگاه فوتبال روت‌وایس اسن اشاره کرد.